# سنديان دوغلاسي
سنديان دوغلاسي أو سنديان أزرق (الاسم العلمي: )، نوع نبات من جنس السنديان وفصيلة الزانية. متوطن في (لا توجد إلا في) كاليفورنيا، شائعة في نطاقات السواحل وسفوح جبال سييرا نيفادا. ويُعرف أحيانًا باسم البلوط الجبلي والبلوط الحديد. يبلغ طوله 6-20 م.